# Les aventures de Korzinkina (banda sonora)
Les aventures de Korzinkina (en rus Приключения Корзинкиной, Priklyucheniya Korzinkinoi), op. 59, és la banda sonora composta per Dmitri Xostakóvitx. Es tracta d'un curtmetratge de 35 minuts dirigit per Klimenti Mints que s'estrenà el 1941.
Va ser la primera d'un cicle de cinc pel·lícules còmiques a les quals Xostakóvitx posaria música. La partitura autògrafa [d'almenys 10 números] es conserva als arxius de la família Xostakóvitx. Guennadi Rojdéstvenski els va reunir per a fer una suite que va estrenar a Moscou el 1983, amb els següents moviments:
- I Obertura
- II Marxa
- III Persecució
- IV Música al restaurant
- V Final (Iania)

La pel·lícula aborda la història de Korzinkina, una jove caixera de l'«estació de la ciutat d'un poble petit», sempre molt amable a l'hora d'ajudar als viatgers que passen per la seva finestreta. Un dia hi passa un cantant novell que no està segur de les seves habilitats com a artista. Aquella nit, l'ajudarà ella mateixa en el seu espectacle. Després de moltes situacions còmiques, Korzinkina aconsegueix que el jove canti davant del públic del qual obté una gran ovació.